# 四ツ木斎場
四ツ木斎場（よつぎさいじょう）は、東京都葛飾区白鳥にある民間経営の火葬場・斎場。敷地内にあるお花茶屋会館についても後述する。

## 概要
東京都に6つの斎場を有する東京博善株式会社（広済堂ホールディングスグループ）が経営し、1989年（平成元年）12月、6箇所の斎場の中で一番初めに全面改築される。同時に火葬設備の近代化により、無煙化がおこなわれ、改築前に存在した当火葬場の象徴であった火葬用煙突も撤去された。改築後の駐車場周辺および建物外は、基本的に桜の並木林となっていた。

それ以後、他の5箇所の斎場も、この斎場を基にしたデザインの建物と設備に改められ、6箇所全ての斎場に於いて、ほぼ同じ段取りでの葬儀が可能となった。

当時の事業計画では、2011年（平成23年）に再度建て替えを行う予定だったが、同年に発生した東日本大震災の被災者支援のため、工事は延期される。

その後、周辺人口の増加による利用者の激増と、葬儀の段取りの簡素化を考慮した改築計画の見直しを経て、2015年（平成27年）2月から全面建て替え工事を開始。2016年（平成28年）11月30日まで全館休業、12月1日にリニューアルオープンした。

この建て替え工事にあたって、それまで設けられていた「特別殯館」と呼ばれる区画の代わりに、更にグレードの高い「貴殯館」と呼ばれる区画が設けられた。開業当時、火葬料金は1体35万円（満7歳以上）と、非常に高額であることから、「日本一料金の高い火葬施設」としても知られるようになったが、現在は28万円に減額されている。

## 所在地
- 〒125-0063 東京都葛飾区白鳥2-9-1

## 建物内
- 火葬炉 12基 ロストル式（最上等：7基　特別室：2基　貴殯館：2基　小型炉：1基）燃料　都市ガス
- 休憩室 18室
- 式場 5室
- 控室 5室
- コーヒーコーナー 1ヵ所
- 売店 3ヵ所

## 通夜・告別式
通夜は原則的に一斉に午後6時開式、午後7時閉式となっている。告別式は他の部屋、または外来（自宅葬やホール葬など）や、葬儀を行わない「直葬」の葬家と火葬の予約時間が重ならないよう、時間差で執り行われる。

この斎場の式場を使用した場合の出棺は、式場棟から火葬棟まで棺を霊柩車に乗せて移動するか、または斎場職員が台車を使って火葬棟へ移動する方法のいずれかを選択できる。

## お花茶屋会館
四ツ木斎場の火葬業務の効率向上と、数多くの遺体安置が出来ることを目的に、2016年12月1日に同敷地内で開業した施設。

それまで、火葬棟の炉前ホールで行われていた直葬を、当会館内に設けられた小規模の「お別れ室」で済ませることで、他の葬家の火葬開始時刻の遅延を解消する利点がある。
所在地
- 〒125-0063 東京都葛飾区白鳥2-5-5

建物内
- 保管室 58体
- 式場（お別れ室） 6室
- 面会室 4室
- 打合せ室 3室
- 処置室 4室

## 葬儀・火葬が行われた有名人
- 石ノ森章太郎[5]

## 最寄駅
- 京成本線お花茶屋駅から徒歩5分。
- JR常磐線・京成金町線金町駅から都営バス草39系統で白鳥1丁目下車徒歩5分。